# تعرية

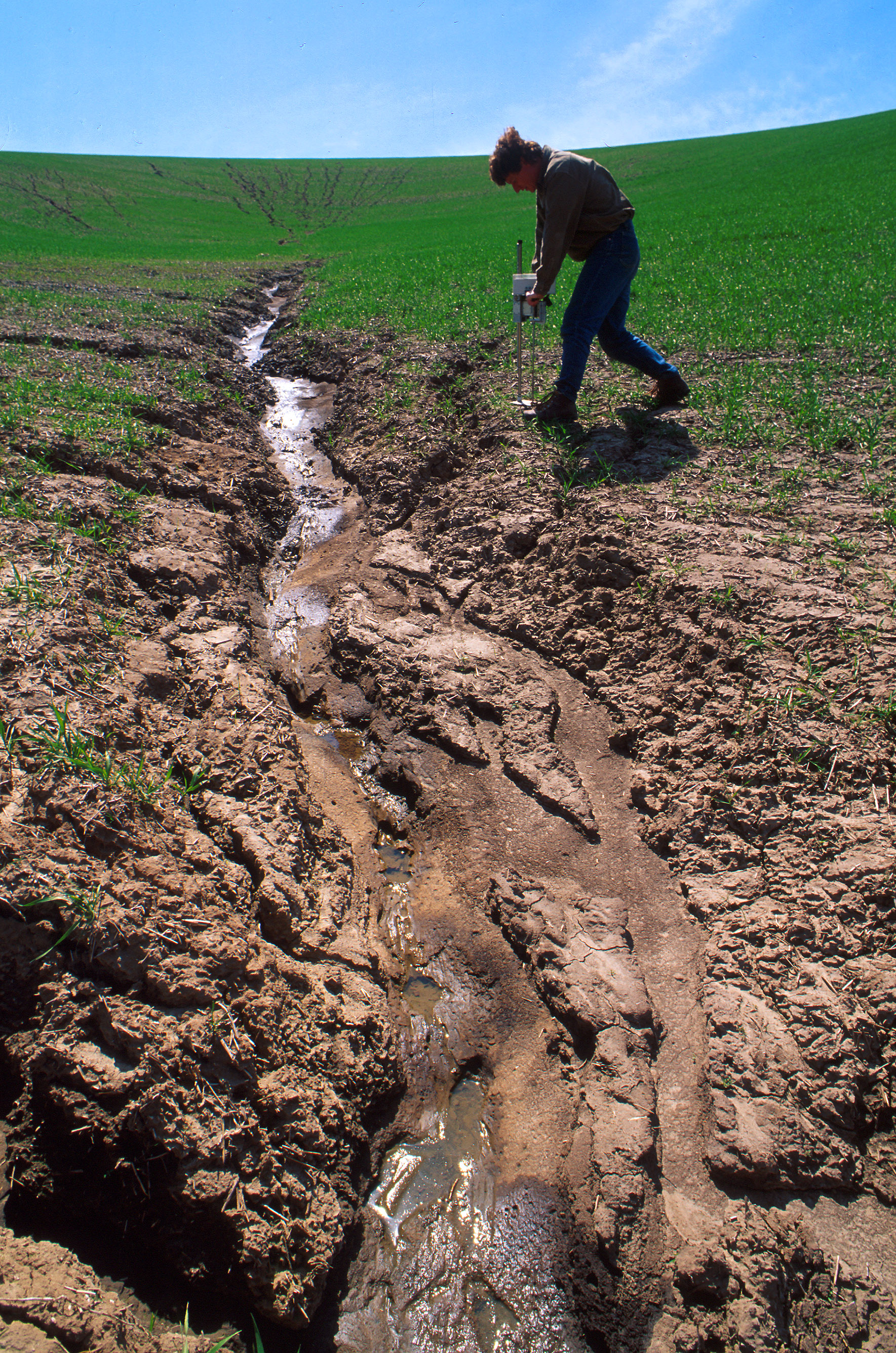
تعرية التربة

التعرية أو الحتّ أو التَّحَات في علم الأرض، هي عملية من العمليات التي تحدث على سطح الكرة الأرضية (مثل تدفق المياه أو الرياح)، والتي تزيل التربة أو الصخور أو المواد الذائبة من موقع على القشرة الأرضية وتنقلها إلى موقع آخر (لا يجب الخلط بينها وبين التجوية التي لا تشمل حركة). تنتج هذه العملية الطبيعية عن النشاط الديناميكي للعوامل المسببة للتعرية، أي الماء والجليد (الأنهار الجليدية) والثلوج والهواء (الرياح) والنباتات والحيوانات والبشر. تنقسم التعرية وفقًا لهذه العوامل أحيانًا إلى التعرية المائية، والجليدية، والثلجية، والهوائية، والحيوانية، والمرتبطة بالنشاط البشري. يشار إلى انهيار الجسيمات من الصخور أو التربة إلى رواسب فتاتية بالتعرية المادية أو الميكانيكية. يتناقض هذا مع التعرية الكيميائية حيث تُزال التربة أو المواد الصخرية من منطقة ما عن طريق إذابتها في مُذيب (عادةً ماء)، ومن ثم تدفق هذا المحلول بعيدًا. يمكن نقل الرواسب المتآكلة أو الذائبة لمسافة بضعة ملليمترات فقط أو لآلاف الكيلومترات.

## العوامل التي تؤثر على معدلات التعرية

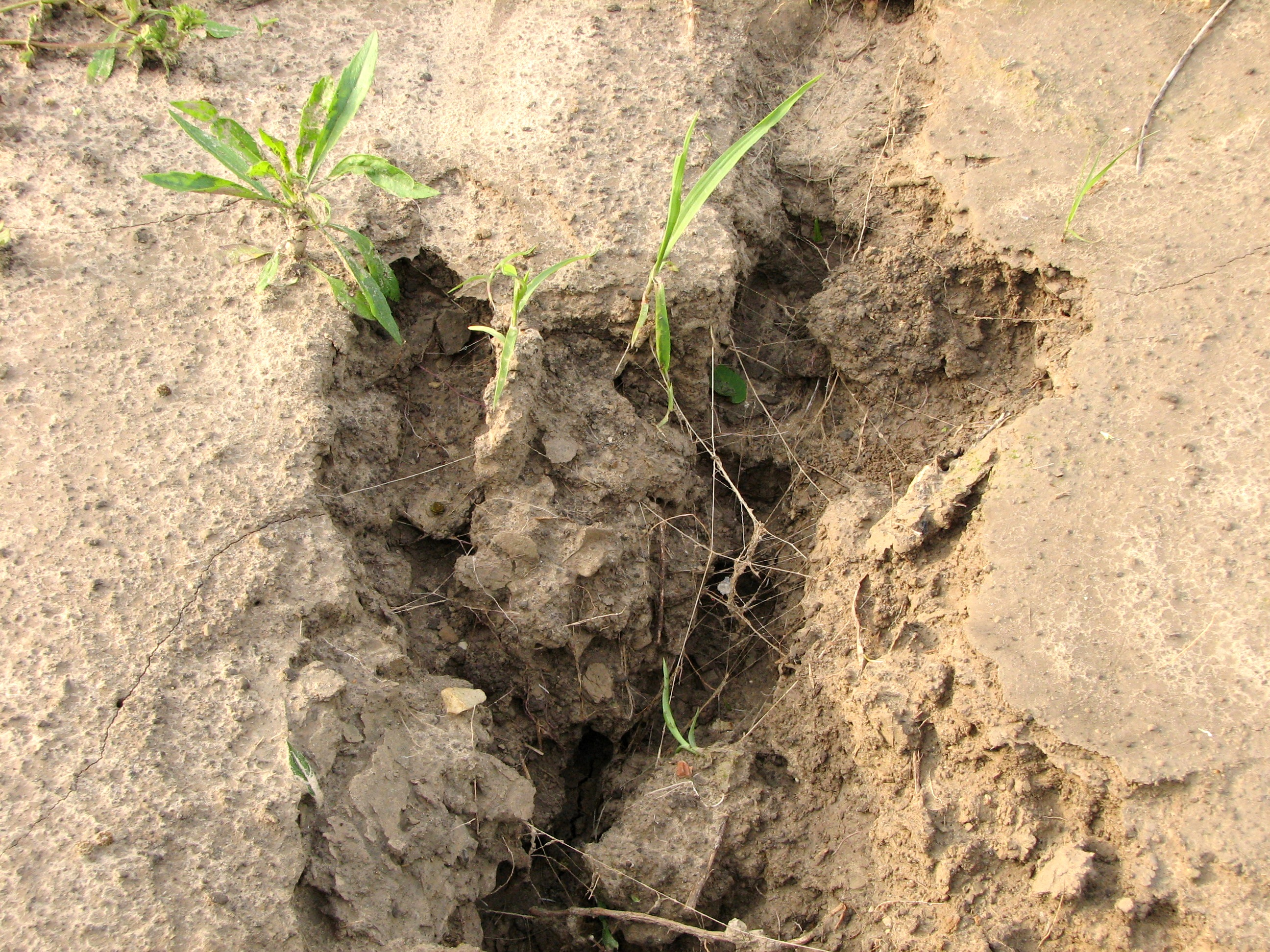
نموذج للتعرية

### المناخ
تُعدّ كمية وشدة هطول الأمطار العاملين المناخيين الرئيسيين اللذين يؤثران على تعرية التربة عن طريق المياه. تكون العلاقة بينهما قوية بشكل خاص إذا حدثت أمطار غزيرة في بعض الأحيان في الوقت والموقع اللذين يكون فيهما سطح التربة غير محمي جيدًا بالنباتات. يمكن حدوث ذلك خلال الفترات التي تترك فيها الأنشطة الزراعية التربة مكشوفة، أو في المناطق شبه القاحلة حيث تكون النباتات متناثرة بشكل طبيعي. تتطلب التعرية الهوائية رياحًا قوية خاصةً في أوقات الجفاف عندما تكون النباتات متناثرة وتكون التربة جافة (وأكثر قابلية للتعرية أيضًا). يمكن أن تؤثر العوامل المناخية الأخرى مثل متوسط درجة الحرارة ونطاق درجة الحرارة أيضًا على التعرية، وذلك من خلال آثارها على الغطاء النباتي وخصائص التربة. من المتوقع أن تتعرض المناطق التي تتساقط فيها الأمطار أكثر (لا سيما الأمطار الغزيرة) أو تحدث بها رياح أو عواصف أكثر للتعرية.
تعد شدة هطول الأمطار المحدد الرئيسي للتعرية في بعض المناطق في العالم (مثل منتصف غرب الولايات المتحدة الأمريكية)، وذلك مع ارتفاع معدل هطول الأمطار بشكل عام، فيؤدي ذلك إلى زيادة تعرية التربة بالمياه، ويُعتبر كل من حجم وسرعة قطرات المطر عاملين مهمين أيضًا. تمتلك قطرات المطر الأكبر والأسرع طاقة حركية أكبر، وبالتالي سيؤدي تأثيرها إلى إزاحة جزيئات التربة بمسافات أكبر من قطرات المطر الأصغر والأبطأ.
ينجم كل من جريان المياه السطحية والتعرية عن انخفاض نسبي في شدة هطول الأمطار الطبقية على التربة المشبعة سابقًا في مناطق أخرى من العالم (مثل أوروبا الغربية). تُعد كمية الأمطار العامل الرئيسي الذي يحدد شدة تعرية التربة بالمياه بدلًا من شدة هطولها في مثل هذه الحالات.

### الغطاء النباتي
يُعد النبات سطحًا لتلاقي الغلاف الجوي والتربة. يزيد النبات من نفاذية التربة لمياه الأمطار، وبالتالي تقليل جريان المياه السطحية. إنه يحمي التربة من الرياح ما يؤدي إلى انخفاض التعرية الهوائية، وذلك بالإضافة إلى تغييرات مفيدة في المناخ الصغير. تربط جذور النباتات التربة ببعضها، وتتداخل مع جذور أخرى، وتشكل كتلة أكثر صلابة تكون أقل عرضة لكل من التعرية المائية والهوائية. تزيد إزالة الغطاء النباتي من معدل تعرية سطح التربة.

### التضاريس
تحدد تضاريس الأرض سرعة تدفق جريان المياه السطحية، والتي بدورها تحدد تعرية هذا الجريان. تعد الانحدارات الأطول والأشد انحدارًا (خاصة تلك التي لا تحتوي على غطاء نباتي كافٍ) أكثر عرضة لمعدلات تعرية عالية جدًا خلال هطول الأمطار الغزيرة مقارنة بالمنحدرات الأقصر والأقل انحدارًا. تُعد التضاريس الحادة أيضًا أكثر عرضة للانهيارات الطينية والانهيارات الأرضية وغيرها من أشكال عمليات التعرية بالجاذبية.

### التكتونيات
تتحكم العمليات التكتونية في معدلات التعرية وتوزيعها على سطح الأرض. إذا تسبب الحدث التكتوني في رفع جزء من سطح الأرض (سلسلة جبلية مثلًا) أو خفضه بالنسبة للمناطق المحيطة، فيجب أن يغير هذا بشكل ضروري من تدرج سطح الأرض. نظرًا إلى أن معدلات التعرية حساسة دائمًا للمنحدر المحلي، فسيؤدي ذلك إلى تغيير معدلات التعرية في المنطقة المرتفعة. تجلب التكتونيات النشطة صخرة جديدة غير معرضة للعوامل الجوية نحو السطح حيث تتعرض للتعرية.
يمكن للتعرية أن تؤثر أيضًا على العمليات التكتونية. يمكن أن يؤدي انتقال كميات كبيرة من الصخور من منطقة معينة وترسبها في مكان آخر بسبب التعرية إلى تفريغ الحمل على القشرة السفلية والغلاف. يمكن أن تؤدي عملية التفريغ هذه بدورها إلى زيادة تكتونية أو زيادة في توازن القشرة الأرضية، وذلك نظرًا إلى أن العمليات التكتونية مدفوعة بالتدرجات الموجودة في مجال الضغط المرتفع في القشرة. وُضعت الفرضيات التي تقول إن هذه الاستجابات المزدوجة يمكن أن تعمل على توطين وتعزيز مناطق الاستخراج شديد السرعة للصخور القشرية العميقة أسفل الأماكن الموجودة على سطح الأرض ذات معدلات التعرية العالية للغاية، وذلك مثل أسفل تضاريس نانغا بربت شديدة الانحدار في جبال الهيمالايا الغربية. يُطلق على مثل هذا المكان اسم «التمددات التكتونية».

### التنمية
تُعتبر تنمية الأراضي البشرية بأشكالها، بما في ذلك التنمية الزراعية والحضرية، عاملاً مهمًا في التعرية ونقل الرواسب. يمكن تتبع الزيادات في كمية الرواسب في المناطق الشمالية والوسطى والجنوبية من الجزيرة في تايوان عن طريق الجدول الزمني للتنمية لكل منطقة خلال القرن العشرين.

## التعرية على نطاقات مختلفة

### السلاسل الجبلية
تشتهر السلاسل الجبلية بأنها تستغرق ملايين السنين لتتعرى إلى الحد الذي تنعدم فيه فعليًا من الوجود. يقدر الباحثان بيتمان وغولوفتشينكو أن الأمر يمكن أن يستغرق أكثر من 450 مليون عام لتعرّي كتلة جبلية مماثلة لجبال الهيمالايا لتصبح مشابهة لسهب شبه مسطح، وذلك في حال عدم حدوث أي تغيير كبير في مستوى سطح البحر. يمكن أن تؤدي تعرية الجبال إلى تكوين نمط من القمم متساوية الارتفاع والتي تُعرف بالتوافق القممي. قيل إن التمدد خلال الانهيار ما بعد الأوروجيني آلية أكثر فاعلية لخفض ارتفاع الجبال الأوروجينية من آلية التعرية.
تشمل الأمثلة على السلاسل الجبلية شديدة التعرية جبال التيمانايد الأوروجينية في شمال روسيا. أنتجت تعرية هذا الأوروجين رواسب توجد الآن في منطقة أوروبا الشرقية، وتشمل قمة سابليا المتشكلة في العصر الكامبري بالقرب من بحيرة لادوغا. تشير دراسات هذه الرواسب إلى احتمال بدء تعرية الأوروجين في العصر الكامبري واشتدادها في العصر الأوردوفيكي.

### التربة
إذا كان معدل التعرية أعلى من معدل تشكّل التربة، فستُدمَّر التربة بسبب التعرية. يمكن للتعرية في بعض الحالات أن تمنع تكوّن ملامح التربة التي تتشكّل ببطء في حال عدم تدميرها لها. تُعد الإنيسيتيسول (تربة ضعيفة التطور) تربة شائعة التشكّل في مناطق التعرية السريعة.
زادت الأنشطة البشرية بنسبة تتراوح بين 10 إلى 40 ضعفًا من معدل حدوث التعرية على مستوى العالم، وذلك في الوقت الذي تُعتبر به التعرية عملية طبيعية. تسبب التعرية المفرطة (أو المتسارعة) بعض المشاكل في الموقع وخارج الموقع. تشمل التأثيرات في الموقع انخفاضًا في الإنتاجية الزراعية والانهيار البيئي (في المناظر الطبيعية)، ويعود سبب ذلك في الحالتين إلى فقدان طبقات التربة العلوية الغنية بالمواد الغذائية. يُعدّ التصحر في بعض الحالات النتيجة النهائية. تشمل الآثار خارج الموقع ترسيب المجاري المائية وإغناء المسطحات المائية، وذلك فضلاً عن أضرار الرواسب التي تؤثر على الطرق والمنازل. التعرية المائية والهوائية هما السببان الرئيسيان لتدهور التربة، فهما مسؤولان عن حوالي 84% من الامتداد العالمي للأراضي المتدهورة، ما يجعل التعرية المفرطة إحدى أهم المشاكل البيئية.